# Фаш-Тюмениль
Фаш-Тюмени́ль (фр. Faches-Thumesnil) — коммуна во Франции, регион О-де-Франс, департамент Нор, округ Лилль, кантон Фаш-Тюмениль. Пригород Лилля, расположен в 5 км к югу от центра города. В 1 км от центра коммуны находится железнодорожная станция Роншен линии Париж-Лилль.
Население (2017) — 17 835 человек.

## Экономика
Структура занятости населения:
- сельское хозяйство — 0,4 %
- промышленность — 3,3 %
- строительство — 4,8 %
- торговля, транспорт и сфера услуг — 60,8 %
- государственные и муниципальные службы — 30,7 %

Уровень безработицы (2017) — 14,9 % (Франция в целом — 13,4 %, департамент Нор — 17,6 %). 

Среднегодовой доход на 1 человека, евро (2017) — 20 740 (Франция в целом — 21 110, департамент Нор — 19 490).

## Демография
Динамика численности населения, чел.

## Администрация
Пост мэра Фаш-Тюмениля с 2020 года занимает Патрик Пруази (Patrick Proisy). На муниципальных выборах 2020 года возглавляемый им левый список одержал победу в 1-м туре, получив 53,02 % голосов.
| Период | Период | Фамилия         | Партия                                                                                 | Примечания                                                                            |
| ------ | ------ | --------------- | -------------------------------------------------------------------------------------- | ------------------------------------------------------------------------------------- |
| 1974   | 1977   | Этьен Планк     |                                                                                        |                                                                                       |
| 1977   | 2001   | Жан-Клод Гослен | Социалистическая партия                                                                |                                                                                       |
| 2001   | 2019   | Николя Леба     | Союз за французскую демократию, Демократическое движение Союз демократов и независимых | вице-президент Совета региона О-де-Франс, президент ассоциации мэров департамента Нор |
| 2019   | 2020   | Николя Мазюрье  | Союз демократов и независимых                                                          |                                                                                       |
| 2020   |        | Патрик Пруази   | Левый фронт                                                                            | преподаватель лицея                                                                   |

## Города-побратимы
- Каттолика, Италия
- Штольберг, Германия
- Сент-Неотс, Великобритания
- Науса, Греция
- Тинкаре, Мали
- Адамош, Румыния